# Серра, Никколо
Никколо Серра (итал. Niccolò Serra; 17 ноября 1706, Генуя, Генуэзская республика — 14 декабря 1767, Феррара, Папская область) — итальянский куриальный кардинал, папский дипломат и доктор обоих прав. Титулярный архиепископ Мителене с 14 января 1754 по 26 сентября 1766. Апостольский нунций в Польше с 9 февраля 1754 по сентябрь 1759. Генеральный аудитор Апостольской Палаты с сентября 1759 по 17 ноября 1760. Кардинал-священник с 26 сентября 1766, с титулом церкви Санта-Кроче-ин-Джерусалемме с 1 декабря 1766.